# Chorągiew Śląska ZHP
Chorągiew Śląska ZHP – jednostka terenowa Związku Harcerstwa Polskiego. Działa na terenie województwa śląskiego. Siedzibą władz Chorągwi jest Chorzów.

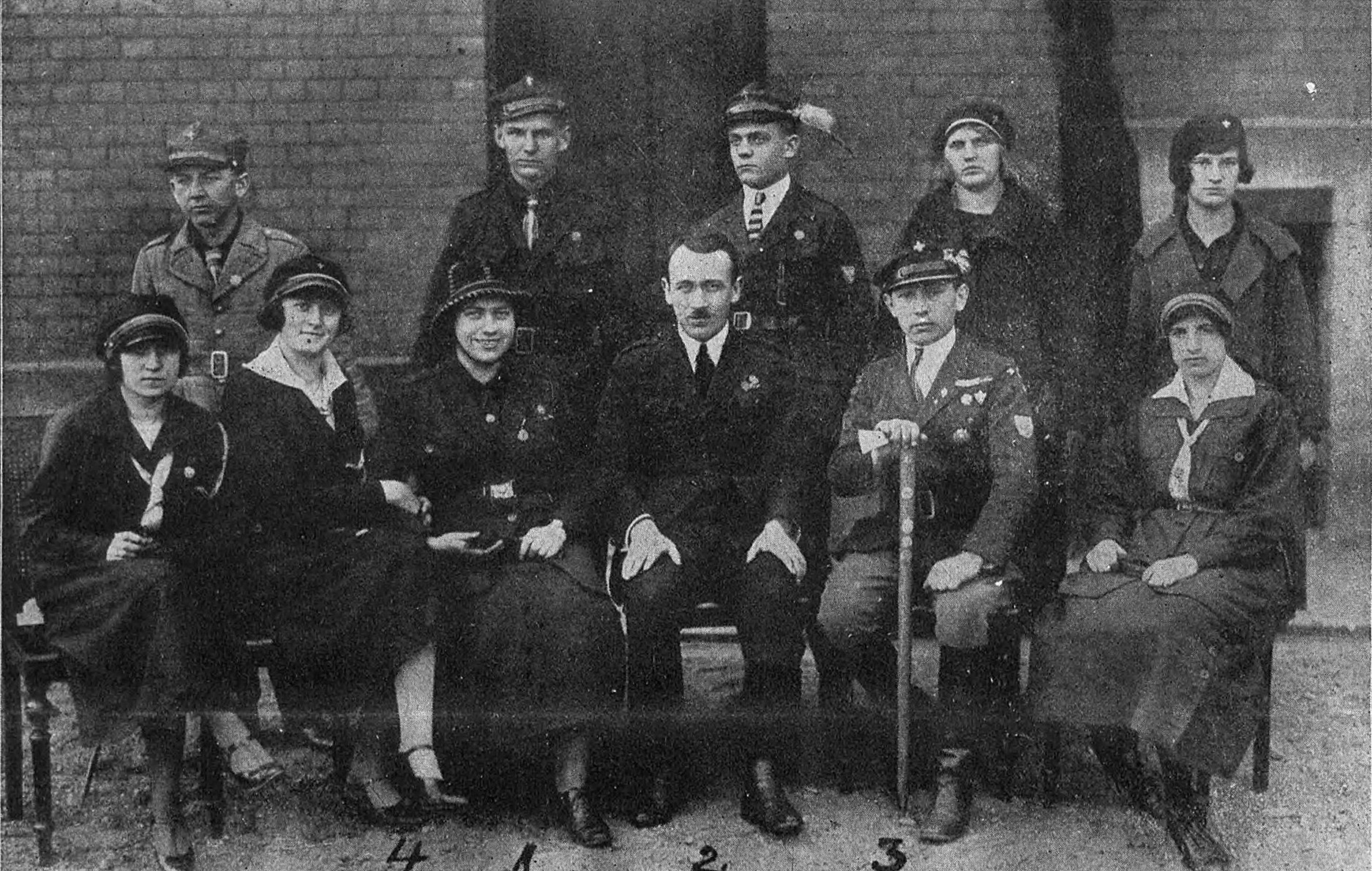
Komenda Chorągwi Śląskiej ZHP w 1925. Wśród obecnych komendantka Wanda Jordanówna (1)

## Władze Chorągwi
- Komendant – hm. Marcin Różycki[1]
- Zastępca Komendanta – phm. Jagoda Misztela-Rakowska[1]
- Zastępca Komendanta – phm. Grzegorz Ociepka[1]
- Skarbnik – dh Waldemar Sulka[1]
- Członek Komendy – hm. Karolina Nowak[1]
- Członek Komendy – phm. Dawid Grzyb[1]
- Członek Komendy – phm. Krystian Niegel[1]

Rada Chorągwi
- Przewodniczący – hm. Arkadiusz Kil[2]

Komisja Rewizyjna
- Przewodniczący – hm. Tomasz Bujarski[3]

Sąd Harcerski Chorągwi
- Przewodniczący – hm. Lesław Gajda[4]

## Chorągiew Śląska współcześnie
Chorągiew tworzą 34 hufce (2017). Stan organizacyjny na dzień 1 stycznia 2017 wynosił 12 602 osób. 25 października 2018 roku odbył się IXI zjazd chorągwi, komendantem chorągwi została wybrana dotychczasowa Komendantka hm. Anna Peterko.

## Hufce Chorągwi Śląskiej
- Hufiec ZHP Beskidzki
- Hufiec ZHP Bytom
- Hufiec ZHP Chorzów
- Hufiec ZHP Chrzanów
- Hufiec ZHP Czechowice – Dziedzice
- Hufiec ZHP Czerwionka – Leszczyny
- Hufiec ZHP Częstochowa
- Hufiec ZHP Dąbrowa Górnicza
- Hufiec ZHP Jastrzębie-Zdrój
- Hufiec ZHP Jaworzno
- Hufiec ZHP Katowice
- Hufiec ZHP Kłobuck
- Hufiec ZHP Mysłowice
- Hufiec ZHP Piekary Śląskie
- Hufiec ZHP Ruda Śląska
- Hufiec ZHP Rydułtowy
- Hufiec ZHP Siemianowice Śląskie
- Hufiec ZHP Sosnowiec
- Hufiec ZHP Węgierska Górka
- Hufiec ZHP Zabrze
- Hufiec ZHP Ziemi Będzińskiej
- Hufiec ZHP Ziemi Cieszyńskiej
- Hufiec ZHP Ziemi Gliwickiej
- Hufiec ZHP Ziemi Lublinieckiej
- Hufiec ZHP Ziemi Mikołowskiej
- Hufiec ZHP Ziemi Myszkowskiej
- Hufiec ZHP Ziemi Raciborskiej
- Hufiec ZHP Ziemi Rybnickiej
- Hufiec ZHP Ziemi Tarnogórskiej
- Hufiec ZHP Ziemi Tyskiej
- Hufiec ZHP Ziemi Wodzisławskiej
- Hufiec ZHP Ziemi Zawierciańskiej
- Hufiec ZHP Żory
- Hufiec ZHP Żywiec

## Referaty, zespoły i komisje
Na dzień 1 stycznia 2018 r. w ramach struktury Chorągwi Śląskiej ZHP działają następujące referaty, zespoły oraz komisje:
- Referat zuchowy
- Referat harcerski
- Referat starszoharcerski
- Referat wędrowniczy
- Referat Nieprzetartego Szlaku
- Referat Starszyzny i Seniorów
- Zespół Pilota
- Zespół Wspólnoty Drużyn Grunwaldzkich
- Zespół Wychowania Duchowego
- Zespół Zagraniczny
- Zespół ds. Internetu
- Inspektorat Ratowniczy
- Komisja Stopni Instruktorskich
- Komisja Historyczna
- Kapituła Odznaki Harcerskiej Służby Ziemi Śląskiej